# 距離
距離（きょり、distance）とは、ある2点間に対して測定した長さの量をいう。本項では日常生活および高校数学の範囲内で使われている距離について触れる。大学以上で扱うより専門的・抽象的な距離については距離空間を参照。

## 距離と長さ
時間、質量とともに最も基本的な計量単位の一つであるが、計量法や国際単位系（SI)第9版（2019年）においては、「距離」（distance）の語は用いられず、「長さ」（length）（国際単位系における公式言語であるフランス語では longueur）の語が用いられる。天文単位と海里は、国際単位系第8版（2006年）では、「距離（distance）の単位」とされていた。しかし、2019年国際単位系文書では、天文単位は「長さ（length）の単位」とされている。なお、海里については2019年国際単位系文書では定義その他の記述そのものが削除された。
計量法では従来から、物象の状態の量（物理量とほぼ同義）としては「距離」の語を用いず、「長さ」のみを用いている。

## 日常生活における用法
日常的な使い方としては、家から駅までの距離、東京と大阪との距離など、比較的長い「長さ」を表現するときに用いられ、「長さ」は、鉛筆の長さ、廊下の長さのように比較的短いものに使われることが多い。
具体的な距離の定義は1つでなく、直線距離を指して距離ということもあれば、高速道路のインターチェンジ間の距離や陸上競技のトラック競技において用いられる距離のように、特定の経路に沿って測った長さを指すこともある。前者について特に距離と呼び、後者については道程（みちのり）と、使い分けることもある。後者の例において、とりうる経路が複数ある時に、その中で距離の最小（あるいは下限）値を最短距離といい、最短距離を実現する経路を最短路という。

## ユークリッド幾何学の距離
本節は高校数学で習うユークリッド距離での距離について触れる。

### 2点間の距離
1次元空間の2点間の直線距離は以下の通り。
{\displaystyle |x_{1}-x_{2}|}
⇔{\displaystyle {\sqrt {(x_{1}-x_{2})^{2}}}}
2次元空間の2点間の直線距離は以下の通り。
{\displaystyle {\sqrt {(x_{1}-x_{2})^{2}+(y_{1}-y_{2})^{2}}}}
3次元空間の2点間の直線距離は以下の通り。
{\displaystyle {\sqrt {(x_{1}-x_{2})^{2}+(y_{1}-y_{2})^{2}+(z_{1}-z_{2})^{2}}}}
ある2点間を（道路状態や地形、建築物等を一切無視し）直線状に測ったときの長さを直線距離という。このとき直線距離は2点間における最短の長さ、即ち最短距離であり、これ以外の方法を用いて2点間の長さを測定しても、直線距離より短くなることはない。
3次元空間において、球面上の異なる2点を結ぶ直線は必ず球体の内部を通る。実際は地球は球体ではないが球体であるとすると、地球上の2点を結ぶ直線も地球内部を通る。通常は地球上の距離は大圏コースによって地表を通る曲線の長さを距離とする。

### 2点間以外の距離
点から直線までの距離、あるいは点と直線との間の距離とは、その点から直線へ下した垂線の長さを指す。これは、その点と直線上にとった点との距離の中で最短の距離であり、点を中心として描いた直線の接円の半径に等しい。三角形の場合、頂点から対辺を含む直線までの距離を高さと呼ぶ。また同様に、点から平面までの距離、あるいは点と平面の間の距離を、点から平面へ下した垂線の長さで定義する。これは、点と平面上の点との距離の中で最短の距離であり、点を中心とした球のうち、平面に接するものの半径に等しい。4次元以上のユークリッド空間内での3次元以上の超平面と点との距離も同様である。2本の平行線のうち一方の直線上の点と他方の直線との距離（垂線の長さ）は全て等しく、この長さを2本の平行線の間の距離という。平行な2平面の間の距離も同様に定義できる。一般に2つの図形の間の距離を、各図形から1点ずつ取ってきたときの2点間の距離の下限として定義できる。

## より抽象的な距離の定義
高等学校までの数学では、特に断りがなければ、距離と言えば前述したユークリッド距離をさした。一方、現代数学ではさらに一般化された距離の定義として、空間上の任意の2点{\displaystyle x,y}に対し、負でない実数を対応させる関数{\displaystyle d(x,y)}を定義したとき、任意の点{\displaystyle x,y,z}について
- {\displaystyle d(x,y)=0} ⇔ {\displaystyle x=y}
- {\displaystyle d(x,y)=d(y,x)}
- {\displaystyle d(x,y)+d(y,z)}≥{\displaystyle d(x,z)}

という性質が満たされたとき、{\displaystyle d(x,y)}を距離関数といい、この関数の値を{\displaystyle x,y,z}の距離と呼ぶ。
たとえば、平面上の2点{\displaystyle P(x_{1},y_{1}),Q(x_{2},y_{2})}に対し、
{\displaystyle d(P,Q)=|x_{1}-x_{2}|+|y_{1}-y_{2}|}と定めると、これはユークリッド距離とは一致しないが、上記の性質を満たしているので距離とみなすことが出来る(マンハッタン距離)。
詳細については距離空間の頁を参照されたい。

## 時間距離
時間距離(time distance)とは、ある地点から別の地点へ移動するのに要する時間を距離に見立てていうもの。経路と交通手段によって異なる。（詳しくは徒歩所要時間を参照）。また、「東京・大阪間の時間距離は新幹線の開通によって在来線の約半分になった」というようにも使う。

## 注
1. ↑  国際単位系（SI） 第8版 (2006)、日本語版、訳・監修 (独)産業技術総合研究所 計量標準総合センター] p.40 表8、距離 海里 となっている。
2. ↑  英語版では　The International System of Units,8th editon, 2006 p.127 Table 8, distance, nautical mile
3. ↑  国際単位系（SI） 第9版 (2019)日本語版、訳・監修 (独)産業技術総合研究所 計量標準総合センター p.114 表8 量:長さ、単位の名称:天文単位
4. ↑  英語版では、The International System of Units,9th editon, 2019 p.145 Table 8,length, astronomical unit
5. ↑  海里の定義計量単位令 別表第6、海面又は空中における長さの計量、海里
6. ↑  具体的には、どれくらい細かく見るかによる。地球の場合、数百メートル離れると、ミリメートル単位では地下を通る。